# Xã German, Quận Fayette, Pennsylvania
Xã German (tiếng Anh: German Township) là một xã thuộc quận Fayette, tiểu bang Pennsylvania, Hoa Kỳ. Năm 2010, dân số của xã này là 5.097 người.